# 14835 Holdridge
A 14835 Holdridge (ideiglenes jelöléssel 1987 WF1) a Naprendszer kisbolygóövében található aszteroida. Carolyn Shoemaker és Eugene Merle Shoemaker fedezte fel 1987. november 26-án.